# Classic Loire Atlantique 2014
La Classic Loire Atlantique 2014, quindicesima edizione della corsa e valida come evento dell'UCI Europe Tour 2014 categoria 1.1, si svolse il 22 marzo 2014 su un percorso di 184,8 km. Fu vinta dal francese Alexis Gougeard, che giunse al traguardo con il tempo di 4h31'15", alla media di 40,87 km/h.
Al traguardo 85 ciclisti portarono a termine la gara.

## Squadre e corridori partecipanti
| N.    | Cod. | Squadra                      |
| ----- | ---- | ---------------------------- |
| 1-8   | COF  | Cofidis, Solutions Credits   |
| 11-18 | FDJ  | FDJ.fr                       |
| 21-28 | EUC  | Team Europcar                |
| 31-38 | BSE  | Bretagne-Séché Environnement |
| 41-48 | ALM  | AG2R La Mondiale             |
| 51-58 | TNN  | Team Novo Nordisk            |
| 61-68 | TSV  | Topsport Vlaanderen-Baloise  |
| 71-78 | WGG  | Wanty-Groupe Gobert          |
| 81-88 | CJR  | Caja Rural-Seguros RGA       |

| N.      | Cod. | Squadra                 |
| ------- | ---- | ----------------------- |
| 91-98   | RVL  | RusVelo                 |
| 101-108 | RLM  | Roubaix-Lille Metropole |
| 111-118 | BIG  | BigMat-Auber 93         |
| 121-128 | LPM  | La Pomme Marseille 13   |
| 131-138 | WBC  | Wallonie-Bruxelles      |
| 141-148 | VER  | Veranclassic-Doltcini   |
| 151-158 | LOK  | Lokosphinx              |
| 161-168 | CCD  | Team Differdange-Losch  |
| 171-178 | TIK  | Itera-Katusha           |

## Ordine d'arrivo (Top 10)
| Pos. | Corridore           | Squadra        | Tempo    |
| ---- | ------------------- | -------------- | -------- |
| 1    | Alexis Gougeard     | AG2R La Mond.  | 4h31'15" |
| 2    | Kenneth Vanbilsen   | Topsport       | a 10"    |
| 3    | Wesley Kreder       | Wanty-Gobert   | s.t.     |
| 4    | Julien Bérard       | AG2R La Mond.  | a 27"    |
| 5    | Julien Duval        | Roubaix        | s.t.     |
| 6    | Kévin Réza          | Europcar       | s.t.     |
| 7    | Arnaud Gérard       | Bretagne-Séché | s.t.     |
| 8    | Flavien Dassonville | BigMat-Auber   | s.t.     |
| 9    | Romain Zingle       | Cofidis        | s.t.     |
| 10   | Tom Dernies         | Wallonie       | s.t.     |